# Urofluxometria
Fluxometria é um exame simples no qual o paciente urina dentro de um aparelho. Esse aparelho mede o fluxo da urina, a quantidade e o tempo que o paciente levou para urinar. Geralmente é solicitado para investigação de sintomas da hiperplasia prostática benigna, bexiga neurogênica, cistopatia diabética, estenose de uretra, etc.